# Динамо-Маяк
Бенді клуб «Динамо-Маяк» — бендійний клуб з міста Краснотур'їнськ, Свердловська область, Росія. Виступає у Вищій лізі Чемпіонату Росії з хокею з м'ячем. У різні роки команда називалася «БАЗ» (1949-1965), «Труд» (1965-1979), «Маяк» (1979-2011), «Динамо-Маяк» (з 2011 року). Домашні матчі проводить на стадіоні «Маяк», розрахованому на 5000 глядачів. Чемпіон Свердловської області 1959, 1963 та 1971 років.

## Історія
Клуб був створений, під назвою «БАЗ», у 1949 році при Богословському алюмінієвому заводі. Команда репрезентувала ДСТ «Труд». 9 січня 1949 року було відкрили ковзанку, в цей же день пройшла перше тренування. 6 березня 1949 року команда провела перший свій матч, зіграла товариську зустріч з командою «Будівельник» Краснотур'їнськ. 
До сезону 1959 роки команда «БАЗ» регулярно виступала в обласних змаганнях. 
З 1959 по 1964 роки команда «БАЗ» брала участь у першості РРФСР.
У 1963 році «БАЗ» завоював бронзові медалі у першості РРФСР. 1964 року вийшли до фіналі першості, посіли другу сходинку, але завоювли путівку до другої групи першості СРСР. 1965 року команда змінила назву на «Труд». 
1966 року «Труд» отримали право виступати у Другій підгрупі Другої групи класу «А» Чемпіонату СРСР з хокею з м'ячем, де стала одразу переможцем. У сезоні 1966-1967 років команда «Труд» виступала у Першій групі класу «А» Чемпіонату СРСР з хокею з м'ячем, де посіла 12 місце серед 15 команд. У сезоні 1967-1968 років «Труд» посів останню сходинку у Першій групі класу «А», та вибув до Другої підгрупи Другої групи класу «А». 
Сезон 1969-1970 років склався невдало, команда вибула у Чемпіонат РРФСР. У сезоні 1971-1972 команда повернулася у Другу підгрупу Другої групи класу «А» Чемпіонату СРСР з хокею з м'ячем, де виступала до сезону 1987-1988. 
У сезоні 1987-1988 років Чемпіонат СРСР з хокею з м'ячем був реорганізований, створено Вищу лігу, а «Маяк» виступав у Східній зоні Першої групи класу «А», до сезону 1991-1992 року, коли Чемпіонат СРСР з хокею з м'ячем перестав проводитись.
1992 року був створений Чемпіонат Росії з хокею з м'ячем, і «Маяк» у Попередньому етапі посів 7-е місце у Східній підгрупі, після чого у Фінальному етапі змагався за 9-16 місце, посівши підсумкове 11 місце. 
У Чемпіонаті Росії з хокею з м'ячем 1993-1994 року «Маяк» посів 6-те місце, 1994-1995 років — 14, 1995-1996 — 7, 1996-1997 — 15, 1997-1998 — 7, 1998-1999 — 10, 1999-2000 — 8, 2000-2001 — 17, 2001-2002 — 12, 2002-2004 — 14, 2004-2005 — 12, 2005-2006 — 10, 2006-2007 — 13, 2007-2008 — 13.     
У сезоні 2008-2009 команда знялася з турніру Вищої ліги через відмову компанії «Русал» у фінансуванні. Зігравши у чемпіонаті Росії всього 9 матчів «Маяк» був змушений знятися зі змагань.
З сезону 2009-2010 виступає в Першій лізі під назвою «Динамо-Маяк» як фарм-клуб московського «Динамо». У липні 2011 року з московським «Динамо» був підписана угода про співпрацю. Після створення Суперліги команда виступає у Вищій лізі.

## Найкращий бомбардир
Найкращим бомбардиром клубу є Олег Чернов, який захищав кольори «Маяка» з 1994 по 1998 та з 2002 по 2006. За цей час він закинув 270 м'ячів у 256 іграх.